# Paradox Interactive
Paradox Interactive là một nhà phát hành video game Thụy Điển có trụ sở tại Stockholm được biết đến với việc phát hành các tựa game chiến lược lịch sử trên máy tính. Hãng tự phát hành các game của riêng mình (được phát triển bởi Paradox Development Studio) cũng như các nhà phát triển khác thông qua các kênh bán lẻ truyền thống cũng như các dịch vụ phân phối kỹ thuật số, chẳng hạn như GamersGate. Trưởng nhóm lập trình game là Johan Andersson.
Paradox Interactive trước đây là một bộ phận của Paradox Entertainment, là đồng tác giả và nhà phát triển của các tác phẩm như Conan the Barbarian được tạo ra bởi tác giả của tạp chí giật gân Robert Ervin Howard.

## Đặc điểm game
Studio đã tạo ra cái gọi là thuật ngữ "trò chơi đại chiến lược", có nghĩa là những người chơi trên một bản đồ thế giới thực, được đánh dấu bằng việc sử dụng các yếu tố thời gian thực tiêu chuẩn nhưng với khả năng thực hiện bất kỳ và tất cả các thay đổi trong khi bị tạm dừng (và trong khi bỏ tạm dừng). Hầu như tất cả các game của Paradox đều lấy bối cảnh lịch sử và thể hiện cam kết hợp lý về sự thực lịch sử. Trọng tâm của mỗi game là khác nhau, nhưng nói chung là một người chơi phải quản lý nền kinh tế, thương mại, chính trị nội bộ, ngoại giao, phát triển công nghệ và các lực lượng quân sự của một quốc gia. Các game của Paradox Interactive còn có đặc điểm phức tạp, rối rắm với các kiểu lối chơi rất chi tiết và do đó làm phóng đại sự hiểu biết đến chỗ quanh co.
Paradox thường xuyên phát hành bản vá lỗi cho các tựa game của họ lâu sau khi phát hành lúc đầu của một trò chơi. Một số trò chơi đòi hỏi các bản vá lỗi ngay sau khi phát hành thì mới có thể chơi được. Các bản vá lỗi về sau có thể chứa những thay đổi lớn cho game và lối chơi trong game nhằm đáp ứng với nhu cầu và đề nghị của người hâm mộ.
Các tựa game chủ yếu dựa trên một bộ engine game mở (trò chơi kiểu sandbox) sẽ chẳng có phần thiết lập điều kiện "chiến thắng". Paradox đã cố làm cho game theo hướng mở và dễ dàng chỉnh sửa (moddable), từ tinh chỉnh phần lưu game để tạo ra một kịch bản hoàn toàn mới. Việc chỉnh sửa có thể được thực hiện với công cụ đơn giản và kiến thức cơ bản của việc viết kịch bản. Để hỗ trợ các modder tìm ra cách tùy biến trò chơi theo cách riêng của mình, các diễn đàn của Paradox đã cung cấp một thư viện tư vấn "làm thế nào để" do người hâm mộ biên soạn. Do đó, mỗi trò chơi đều có một số lượng rất lớn các bản mod từ những bổ sung nhỏ nhoi cho đến việc hoàn tất đại tu cả hệ thống trong game.
Hiện Paradox Interactive đã có một launcher (Paradox Launcher) của riêng mình để phát hành các game của mình trên đó.

## Diễn đàn
Sự phức tạp của các trò chơi thường xuyên đảm bảo sự hợp tác của người chơi trên các diễn đàn. Thông thường, người chơi sẽ giúp người chơi khác về các vấn đề trong game, chia sẻ các bản mod và viết "các báo cáo sau hành động". Do nhiều nội dung của game nằm trong văn bản và các tập tin hình ảnh gốc, việc chỉnh sửa trò chơi (modification) đã trở nên rất phổ biến. Nhiều thông tin về lối chơi được bộ engine sử dụng có chứa trong văn bản không nén và các tập tin đồ họa bitmap. Khả năng tự do chỉnh sửa các tập tin đã cho phép một cộng đồng mod hoạt động tích cực để phát triển game không ngừng nghỉ.
Các bản báo cáo sau hành động thường viết tắt là AARs trên các diễn đàn, cung cấp một chỗ cho người chơi để thảo luận về lối chơi của mình theo những cách độc đáo với những người chơi khác. AARs là những bài tường thuật được viết bởi người chơi về những trải nghiệm của họ với một trò chơi, có phong cách từ các bài thuyết trình đơn giản về sự phát triển của game với những tấm screenshot cho câu chuyện của nhân vật theo định hướng thêm thắt cao chỉ dựa trên các sự kiện trong game. Chúng thường được đăng trong một chủ đề diễn đàn, với mỗi bài viết cập nhật tương ứng với một khoảng thời gian chơi trong game cùng ý kiến bình luận và đề xuất của độc giả trong quá trình cập nhật.

## Trò chơi

### Hỗ trợ Linux và MacOS
Paradox Interactive đang bắt đầu cung cấp các bản chuyển thể sang Linux và MacOS của tất cả các game kể từ đầu năm 2013. Trò chơi đầu tiên như vậy là Crusader Kings II sẽ có sẵn trên Steam dành cho Linux kể từ ngày 14 tháng 1 năm 2013.
Danh sách các trò chơi vừa hỗ trợ Linux, vừa hỗ trợ MacOS.
| STT | Tên                         |
| --- | --------------------------- |
| 1   | Crusader Kings II           |
| 2   | Empire of Sin               |
| 3   | Heart of Iron IV            |
| 4   | Stellaris                   |
| 5   | Europa Universalis IV       |
| 6   | Crusader Kings III          |
| 7   | Cities Skylines             |
| 8   | Surviving Mars              |
| 9   | Battletech                  |
| 10  | Imperator: Rome             |
| 11  | Prison Architech            |
| 12  | Ages of Wonders: Planetfall |
| 13  | Bloodlines 2                |
| 14  | General Issues              |
| 15  | Legacy Games                |